# Red Right Hand
"Red Right Hand" is een nummer van de Australische band Nick Cave and the Bad Seeds. Het nummer verscheen op hun album Let Love In uit 1994. Op 24 oktober van dat jaar werd het nummer uitgebracht als de derde en laatste single van het album.

## Achtergrond
"Red Right Hand" is geschreven door groepsleden Nick Cave, Mick Harvey en Thomas Wydler en geproduceerd door Tony Cohen. De titel is afkomstig uit het gedicht Paradise Lost van John Milton en verwijst in deze zin naar de wraakzuchtige hand van God. Het nummer zou gaan over een "schimmig, verleidelijk en maniputalief figuur" die "door het land zwerft en overal angst en ontzag zaait". Hij zou "deels een god en deels een demoon" zijn. Voor het nummer creërde Cave een eigen stad en hield hij notities bij met kaarten en schetsen van belangrijke gebouwen, alhoewel hier in de tekst maar weinig van terug te vinden is. Later zou Cave zeggen de stad het een alternatieve versie was van zijn woonplaats Wangaratta.
"Red Right Hand" werd geen grote hit; het piekte enkel in Australië op plaats 62. Desondanks is het uitgegroeid tot een van de bekendste nummers van Cave en is het een van de meest gespeelde nummers tijdens zijn concerten. Tevens komt het voor in vier van de vijf films uit de Scream-reeks, waardoor het extra bekendheid vergaarde. Cave schreef een nieuwe versie van het nummer, genaamd "Red Right Hand 2", voor de film Scream 3; deze versie verscheen ook op het compilatiealbum B-sides & Rarities. Ook werd het nummer gebruikt als de titelsong van de televisieserie Peaky Blinders, die gedurende tien jaar werd uitgezonden. Hierdoor werd het nummer in 2014 opnieuw als single uitgebracht en bereikte het plaats 81 in de Britse UK Singles Chart.
Naast de Scream-franchise en Peaky Blinders is "Red Right Hand" in nog meer media gebruikt, waaronder de films Dumb and Dumber, Hellboy, Cirque du Freak: The Vampire's Assistant en The Lost City en de televisieseries The X-Files en Wentworth. Daarnaast is het ook de titelsong van de televisieserie Jack Irish. Van het nummer zijn covers gemaakt door onder meer Arctic Monkeys, die het in 2009 op de B-kant van hun single "Crying Lightning" zette, Jarvis Cocker, Giant Sand, PJ Harvey, Laura Marling, Iggy Pop, Snoop Dogg en Pete Yorn.

## NPO Radio 2 Top 2000
| Nummer met noteringen in de NPO Radio 2 Top 2000 | '22  | '23  | '24  |
| ------------------------------------------------ | ---- | ---- | ---- |
| Red Right Hand                                   | 1483 | 1529 | 1098 |

1. ↑  Een vetgedrukt getal geeft de hoogste notering aan.
2. ↑  2022 was het eerste jaar met een notering voor dit nummer.